# مدار ۹ درجه جنوبی
مدار ۹ درجه جنوبی، دایره‌ای از عرض جغرافیایی است که در ۹ درجهٔ جنوبی خط استوا  قرار دارد.

## گذر از مناطق
از نصف‌النهار مبدأ شروع می‌شود و به سمت مشرق ۹ درجه جنوبی از موارد زیر گذر می‌کند:
| مختصات‌ها                                           | کشور، قلمرو یا دریا   | توضیحات |
| -------------------------------------------------- | --------------------- | --- |
| ۹°۰′ جنوبی ۰°۰′ شرقی / ۹٫۰۰۰°جنوبی ۰٫۰۰۰°شرقی      | اقیانوس اطلس          | |
| ۹°۰′ جنوبی ۱۳°۱′ شرقی / ۹٫۰۰۰°جنوبی ۱۳٫۰۱۷°شرقی    | آنگولا                | |
| ۹°۰′ جنوبی ۲۱°۵۱′ شرقی / ۹٫۰۰۰°جنوبی ۲۱٫۸۵۰°شرقی   | جمهوری دموکراتیک کنگو | |
| ۹°۰′ جنوبی ۲۸°۲۷′ شرقی / ۹٫۰۰۰°جنوبی ۲۸٫۴۵۰°شرقی   | دریاچه مورو           | |
| ۹°۰′ جنوبی ۲۹°۱′ شرقی / ۹٫۰۰۰°جنوبی ۲۹٫۰۱۷°شرقی    | زامبیا                | |
| ۹°۰′ جنوبی ۳۱°۵۶′ شرقی / ۹٫۰۰۰°جنوبی ۳۱٫۹۳۳°شرقی   | تانزانیا              | سرزمین اصلی و جزیرهٔ کیلوا کیسیوانی |
| ۹°۰′ جنوبی ۳۹°۳۲′ شرقی / ۹٫۰۰۰°جنوبی ۳۹٫۵۳۳°شرقی   | اقیانوس هند           | گذرکردن از شمال Providence Atoll, سیشل · گذرکردن از جنوب جزیرهٔ جاوه, بالی, Nusa Penida و لومبوک, اندونزی |
| ۹°۰′ جنوبی ۱۱۶°۴۴′ شرقی / ۹٫۰۰۰°جنوبی ۱۱۶٫۷۳۳°شرقی | اندونزی               | جزیرهٔ سامباوا |
| ۹°۰′ جنوبی ۱۱۷°۳۲′ شرقی / ۹٫۰۰۰°جنوبی ۱۱۷٫۵۳۳°شرقی | اقیانوس هند           | Sumba Strait · دریای ساوو - گذرکردن از جنوب جزیرهٔ فلورس (جزیره), اندونزی |
| ۹°۰′ جنوبی ۱۲۴°۴۸′ شرقی / ۹٫۰۰۰°جنوبی ۱۲۴٫۸۰۰°شرقی | اندونزی               | جزیرهٔ جزیره تیمور - حدود 16km |
| ۹°۰′ جنوبی ۱۲۴°۵۶′ شرقی / ۹٫۰۰۰°جنوبی ۱۲۴٫۹۳۳°شرقی | تیمور شرقی            | جزیرهٔ جزیره تیمور - حدود 14km |
| ۹°۰′ جنوبی ۱۲۵°۵′ شرقی / ۹٫۰۰۰°جنوبی ۱۲۵٫۰۸۳°شرقی  | اندونزی               | جزیرهٔ جزیره تیمور - حدود 6km |
| ۹°۰′ جنوبی ۱۲۵°۸′ شرقی / ۹٫۰۰۰°جنوبی ۱۲۵٫۱۳۳°شرقی  | تیمور شرقی            | جزیرهٔ جزیره تیمور |
| ۹°۰′ جنوبی ۱۲۶°۸′ شرقی / ۹٫۰۰۰°جنوبی ۱۲۶٫۱۳۳°شرقی  | دریای تیمور           | |
| ۹°۰′ جنوبی ۱۳۰°۵۹′ شرقی / ۹٫۰۰۰°جنوبی ۱۳۰٫۹۸۳°شرقی | دریای آرافورا         | |
| ۹°۰′ جنوبی ۱۴۰°۵۰′ شرقی / ۹٫۰۰۰°جنوبی ۱۴۰٫۸۳۳°شرقی | اندونزی               | جزیرهٔ گینه نو |
| ۹°۰′ جنوبی ۱۴۱°۱′ شرقی / ۹٫۰۰۰°جنوبی ۱۴۱٫۰۱۷°شرقی  | پاپوآ گینه نو         | جزیرهٔ گینه نو و Parama |
| ۹°۰′ جنوبی ۱۴۳°۲۷′ شرقی / ۹٫۰۰۰°جنوبی ۱۴۳٫۴۵۰°شرقی | دریای کورال           | Gulf of Papua |
| ۹°۰′ جنوبی ۱۴۶°۳۶′ شرقی / ۹٫۰۰۰°جنوبی ۱۴۶٫۶۰۰°شرقی | پاپوآ گینه نو         | جزیرهٔ گینه نو |
| ۹°۰′ جنوبی ۱۴۸°۳۱′ شرقی / ۹٫۰۰۰°جنوبی ۱۴۸٫۵۱۷°شرقی | دریای سلیمان          | Oro Bay |
| ۹°۰′ جنوبی ۱۴۹°۷′ شرقی / ۹٫۰۰۰°جنوبی ۱۴۹٫۱۱۷°شرقی  | پاپوآ گینه نو         | جزیرهٔ گینه نو |
| ۹°۰′ جنوبی ۱۴۹°۸′ شرقی / ۹٫۰۰۰°جنوبی ۱۴۹٫۱۳۳°شرقی  | دریای سلیمان          | Passing between the D'Entrecasteaux و جزایر تروبریاند, پاپوآ گینه نو |
| ۹°۰′ جنوبی ۱۵۲°۲۳′ شرقی / ۹٫۰۰۰°جنوبی ۱۵۲٫۳۸۳°شرقی | پاپوآ گینه نو         | جزیرهٔ Nusam و Woodlark |
| ۹°۰′ جنوبی ۱۵۲°۳۹′ شرقی / ۹٫۰۰۰°جنوبی ۱۵۲٫۶۵۰°شرقی | دریای سلیمان          | گذرکردن از جنوب جزیرهٔ Tetepare, Vangunu و Nggatokae, جزایر سلیمان |
| ۹°۰′ جنوبی ۱۵۹°۲′ شرقی / ۹٫۰۰۰°جنوبی ۱۵۹٫۰۳۳°شرقی  | جزایر سلیمان          | Russell Islands |
| ۹°۰′ جنوبی ۱۵۹°۱۶′ شرقی / ۹٫۰۰۰°جنوبی ۱۵۹٫۲۶۷°شرقی | New Georgia Sound     | گذرکردن از شمال Savo Island, جزایر سلیمان |
| ۹°۰′ جنوبی ۱۶۰°۳′ شرقی / ۹٫۰۰۰°جنوبی ۱۶۰٫۰۵۰°شرقی  | جزایر سلیمان          | Florida Islands |
| ۹°۰′ جنوبی ۱۶۰°۱۳′ شرقی / ۹٫۰۰۰°جنوبی ۱۶۰٫۲۱۷°شرقی | Indispensable Strait  | |
| ۹°۰′ جنوبی ۱۶۰°۴۶′ شرقی / ۹٫۰۰۰°جنوبی ۱۶۰٫۷۶۷°شرقی | جزایر سلیمان          | جزیرهٔ مالائیتا |
| ۹°۰′ جنوبی ۱۶۱°۸′ شرقی / ۹٫۰۰۰°جنوبی ۱۶۱٫۱۳۳°شرقی  | اقیانوس آرام          | Passing between the فونافوتی و نوکولائه‌لائه atolls, تووالو · گذرکردن از شمال Nukunonu atoll, توکلائو |
| ۹°۰′ جنوبی ۱۵۸°۳′ غربی / ۹٫۰۰۰°جنوبی ۱۵۸٫۰۵۰°غربی  | جزایر کوک             | پنرین |
| ۹°۰′ جنوبی ۱۵۷°۵۶′ غربی / ۹٫۰۰۰°جنوبی ۱۵۷٫۹۳۳°غربی | اقیانوس آرام          | گذرکردن از جنوب نوکو هیوا و اوئا هوکا islands, پلی‌نزی فرانسه |
| ۹°۰′ جنوبی ۷۸°۴۰′ غربی / ۹٫۰۰۰°جنوبی ۷۸٫۶۶۷°غربی   | پرو                   | |
| ۹°۰′ جنوبی ۷۲°۵۷′ غربی / ۹٫۰۰۰°جنوبی ۷۲٫۹۵۰°غربی   | برزیل                 | اکری آمازوناس روندونیا - حدود 8km Amazonas - حدود 20km Rondônia ماتو گروسو پارا توکانتینس مارانیائو پیاوی باهیا پرنامبوکو Bahia Pernambuco - حدود 13km Bahia - حدود 5km Pernambuco آلاگواس - حدود 20km Pernambuco - حدود 8km Alagoas - حدود 15km Pernambuco Alagoas |
| ۹°۰′ جنوبی ۳۵°۱۲′ غربی / ۹٫۰۰۰°جنوبی ۳۵٫۲۰۰°غربی   | اقیانوس اطلس          | |